# لاتاسبورگ (اوهایو)
لاتاسبورگ (به انگلیسی: Lattasburg) یک منطقهٔ مسکونی در ایالات متحده آمریکا است که در شهرستان وین، اوهایو واقع شده‌است. لاتاسبورگ ۳۵۲٫۰۵ متر بالاتر از سطح دریا قرار دارد.